# ハドソンズ・ベイ・カンパニー
ハドソンズ・ベイ・カンパニー（英: Hudson's Bay Company: HBC, 仏: Compagnie de la Baie d'Hudson）は、カナダのオンタリオ州トロントに本社を置いた持株会社である。歴史的文脈ではハドソン湾会社（ハドソンわんがいしゃ）の日本語名称で呼ばれる。
北米大陸（特に現在のカナダ）におけるビーバーなどの毛皮貿易のため、1670年にイングランドの勅許・国策会社として設立され、19世紀ごろより小売業に転換し、カナダ唯一の国内資本百貨店「ハドソンズ・ベイ」などの小売店をカナダ全土で運営していた。2025年に倒産するまで、北米で最古の歴史を持つ企業であった。
歴史的慣行として、取締役会の長は「会長」(chairman) ではなく設立以来の名称で「総督」(governor) と呼ばれる。2025年時点での総督兼CEOはリチャード・A・ベイカーである。

## 歴史

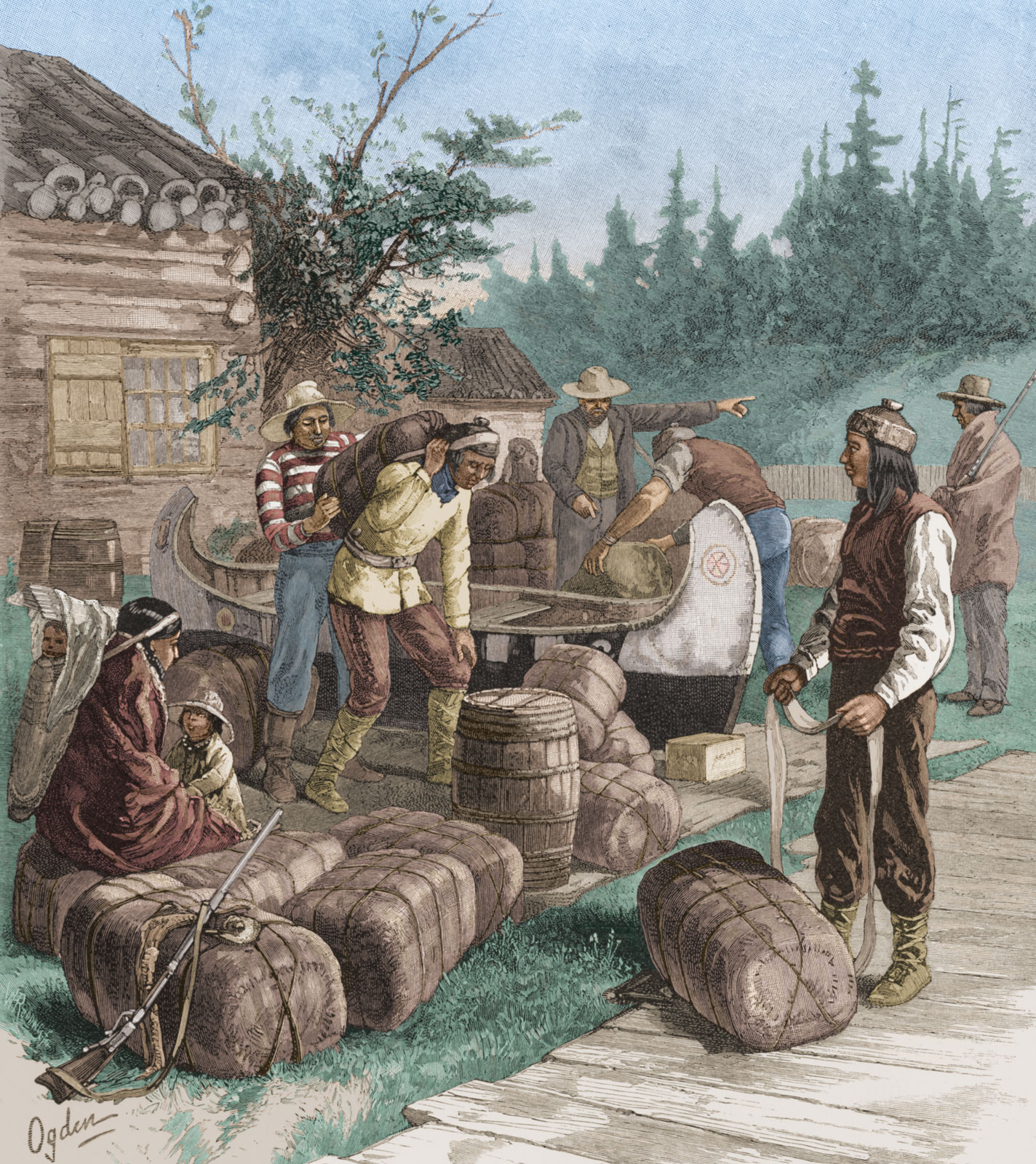
HBCの交易所における毛皮取引の様子（1800年代）

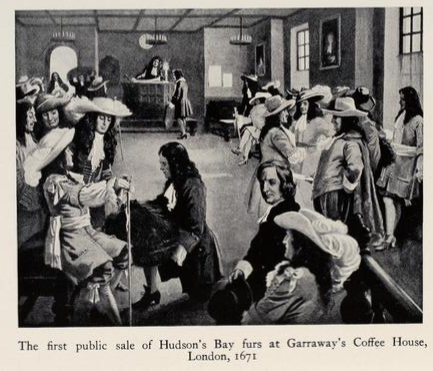
HBCの毛皮がロンドンで販売される様子（1671年）

### 設立から毛皮貿易の時代
設立当時、イングランド王チャールズ2世の勅許状に記された正式名称は「ハドソン湾に於いて通商に従事するイングランドの総督ならびに冒険家の一団」(The Governor and Company of Adventurers of England trading into Hudson's Bay) という。HBCは同湾に流れ込む全ての河川の流域（ルパート・ランド）での毛皮独占取引権を与えられ、初代の総督をチャールズ2世の従兄に当たるカンバーランド公ルパートが務めた。初期に総督職に就いた人物には他にヨーク公ジェームズ（チャールズ2世の弟、後のジェームズ2世）、マールバラ公ジョン・チャーチルなどがいる。HBCはイングランド銀行の貸付を受けていたが、大同盟戦争終結まで複数の事業所が戦火に曝された。中でも1709年のフォートオールバニの戦いなどのヌーベルフランスとの争いは苛烈を極めた。
1732年、無用な競争を避けるため競合相手のイギリス東インド会社へ1万ポンドを投資した。1779年に創業した同じく競合社の北西会社とは激しい争いを繰り広げ、セブン・オークスの戦いなどの武力抗争に発展した。この事態を憂慮したイギリス政府の介入により、1821年にHBCが北西会社を吸収する形で両社は合併した。
純粋な通貨の絶対量が不足していた時代において、軽い毛皮は通貨のように使われていた。多ければ倉庫証券としてボストン商人などの手にわたって流通した。しかしゴールドラッシュが起きると毛皮の威力は落ちていき、HBCの有力な社員であったジョン・マクローリンも1846年に退職した。1869年、HBCはルパート・ランドをカナダ自治領政府に30万ポンドで譲渡し、毛皮貿易から小売業へ事業の中心を移した。しかし、ルパート・ランドの譲渡をきっかけに、同地内にあるレッド・リバー居住地（現在のマニトバ州南東部）で騒乱が発生した。HBCモントリオール本社の形式的な責任者であったドナルド・スミス（1900年にマウント・ロイヤルのストラスコナ男爵を授爵）がレッド・リバーにあるガリー砦に赴き、反政府派のリーダールイ・リエルと交渉した。リエルの臨時政府は、ルパート・ランド移転を目的とした公共事業大臣ウィリアム・マクドゥガルによる測量調査を問題にしていた。スミスはメティスによる土地所有を認めるなどの譲歩案を示し、これが1870年のマニトバ法成立によるマニトバのカナダ自治領加盟へとつながっていく。スミスの従弟ジョージ・スティーヴンは1873年モントリオール銀行の重役となり、1876年には頭取となった。スミス家の力でマニトバとウィニペグの開発が進んでいった。

### 小売業転換後

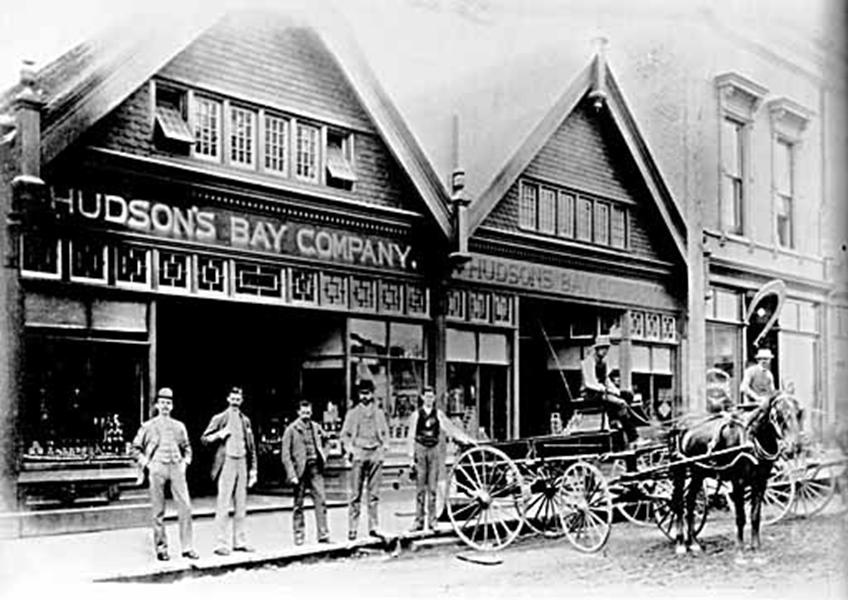
バンクーバーに開かれたHBCの店舗（1890年ごろ）

19世紀より、HBCはかつて毛皮の取引拠点としていた土地を中心に小売店舗を開いていった。1857年のラングリーを手始めに、ビクトリア（1859年）、ウィニペグ（1881年）、カルガリー（1884年）、バンクーバー（1887年）、エドモントン（1890年）などに店舗が置かれた。
20世紀初頭にマックス・エイトケンが大企業合同政策を実現させた。そして1915年から1925年にかけてHBCの総督を務めたのは、ラザード会長のロバート・キンダーズリーであった。彼は第一次世界大戦の勃発した1914年から第二次世界大戦後の1946年までイングランド銀行の重役でもあり、ドーズ案の英国代表でもあった。1926年、HBCはマーランド石油会社と合弁で石油ガス会社をつくった。世界恐慌をすぎてからもイングランド銀行との付き合いは濃密で、パトリック・クーパーはHBC総督とイングランド銀行取締役を兼ねた。1952年から1965年までは、ジャーディン・マセソン会長のウィリアム・ケスウィック（Sir William Johnstone "Tony" Keswick, 1903年 - 1990年）が総督を務めた。
ウィニペグのドンと呼ばれたジョージ・リチャードソン（George T. Richardson, 1924年 - 2014年）が1970年から1982年まで総督を務めた時代、HBCは経営拡大期にあったが、1979年にトムソンのケネス・トムソンがHBCを支配下においた（75％）。1980年代、HBCは石油価格下落と、企業買収のとき発行した社債の利払いに苦しんだ。1994年から1997年までは、アルバータ石油会長のデイヴィッド・ミッチェル（David E. Mitchell, 1926年 - 2010年）が総督を務めた。
2003年にジェリー・ザッカーのミューチュアル・ファンド「メープル・リーフ」がHBCを買収する目的で設立された。2006年にHBCはザッカーの買収提案に応じ、ザッカーが総督・CEOに就任したが、2008年にプライベート・エクイティ・ファンドNRDC (NRDC Equity Partners) に売却された（支配率48％）。2012年からトロント証券取引所に上場していたが、2019年の非公開会社への移行に伴い上場廃止となった。
2010年のバンクーバーオリンピックで、HBCはローカルスポンサーを務めた。

### 清算
HBCは2010年代後半よりインターネット通販の台頭やCOVID-19などによる業績不振が続き、11億カナダドルを超える負債を抱えていたが、2025年、アメリカの関税引き上げの影響を受け、同年3月7日にオンタリオ州高等裁判所に企業債権者調整法（倒産法に相当）の適用を申請した。HBCが運営していたカナダ国内のハドソンズ・ベイ80店舗、サックス・フィフス・アベニュー3店舗とサックス・オフ・フィフス13店舗は同年6月1日に閉店となり、「ハドソンズ・ベイ・カンパニー」の商標やロゴなどの知的財産はカナディアン・タイヤが3000万カナダドルで買収した。また、HBCが所蔵していたチャールズ2世の勅許状は、実業家一族であるウェストン家が、カナダ歴史博物館への寄贈を前提に1250万ドルで購入する意向を示した。

### 傘下ブランド
ハドソンズ・ベイ (Hudson's Bay)
HBCは1881年に最初の百貨店をウィニペグに開店。ドライグッズ、食料品、金物類を取り扱っていた。その後、ハロッズの指導を受けて1913年からフルラインナップの百貨店の建設に着手し、カルガリー、エドモントン、バンクーバー、ビクトリア、ウィニペグとサスカトゥーンの6店舗を開いた。この6店舗は「オリジナル・シックス」と呼ばれている。1960年には、モントリオールを拠点にしていた百貨店、モーガンズ (Morgan's) を買収して店舗を増やした。
1965年、店名を「ザ・ベイ」(the Bay) に改称。1978年にトロント拠点のシンプソンズ (Simpsons)、1993年にはバンクーバー拠点のウッドワーズ (Woodward's) をそれぞれ買収し、さらに規模を拡大した。1998年にはKmartのカナダ事業を買収し、その一部店舗を「ザ・ベイ」に転換した。
2012年10月、店名を「ハドソンズ・ベイ」に改称。
ゼラーズ (Zellers)
1978年にHBCが買収したディスカウントストアチェーン。2011年9月、大部分の店舗をアメリカのターゲット・コーポレーションに売却。2店舗のみゼラーズとして営業を継続していたが、いずれも2020年に閉店した。なお、ターゲットが買収した店舗も2015年にすべて閉店している。
ロード・アンド・テイラー
2006年にNRDCが買収したアメリカの百貨店チェーン。2008年にHBCがNRDCの傘下に入ったことに伴いHBCの子会社となった。2019年、婦人服の定額制レンタルサービスを展開する企業Le Toteに売却。
サックス (Saks, Inc.)
2013年7月に米高級百貨店サックス・フィフス・アベニューとそのアウトレットストアであるサックス・オフ・フィフスを運営するサックスを買収することを発表した。
ホーム・アウトフィッターズ (Home Outfitters)
1998年創業のキッチン・バス・ベッド用品店チェーン。カナダ全土に最大で64店舗を展開していた。2014年7月にハドソンズ・ベイの一部門となったが、2019年に全店舗が閉店した。
ガレリア・カウフホーフ/ガレリア・インノ (Galeria Kaufhof/Galeria Inno)
2015年、ドイツのメトロから、百貨店チェーンのガレリア・カウフホーフとベルギーの子会社ガレリア・インノを買収したが、2019年にオーストリアのシグナ・ホールディングスに売却した。
ニーマン・マーカス・グループ (Neiman Marcus Group)
いずれもアメリカの百貨店チェーンであるニーマン・マーカスおよびバーグドルフ・グッドマンを運営するニーマン・マーカス・グループを2024年に買収。その後サックスとニーマン・マーカス・グループの事業はサックス・グローバルとしてHBCから分社化された。

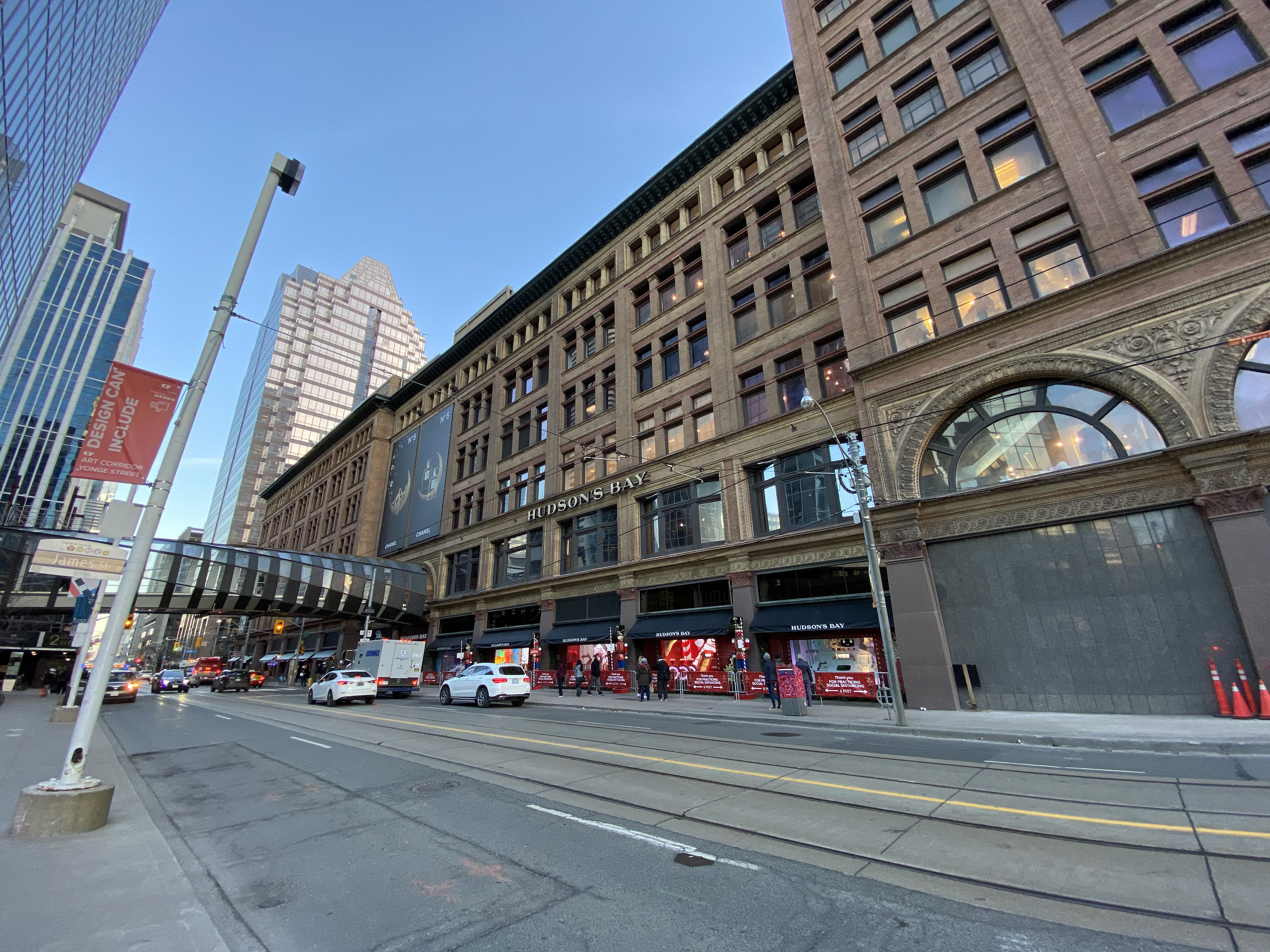
ハドソンズ・ベイ（トロント旗艦店）
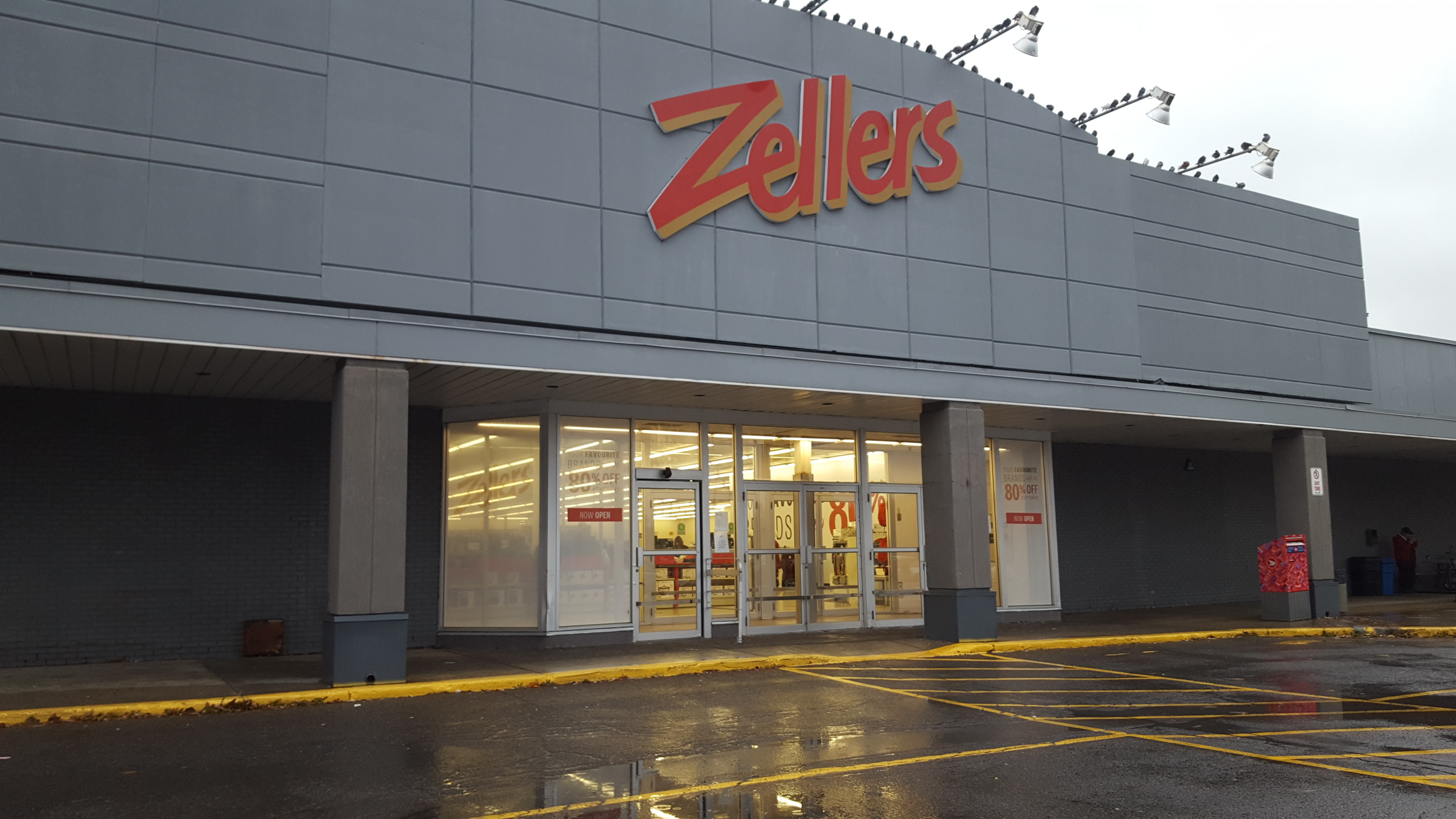
ゼラーズ（オタワ）
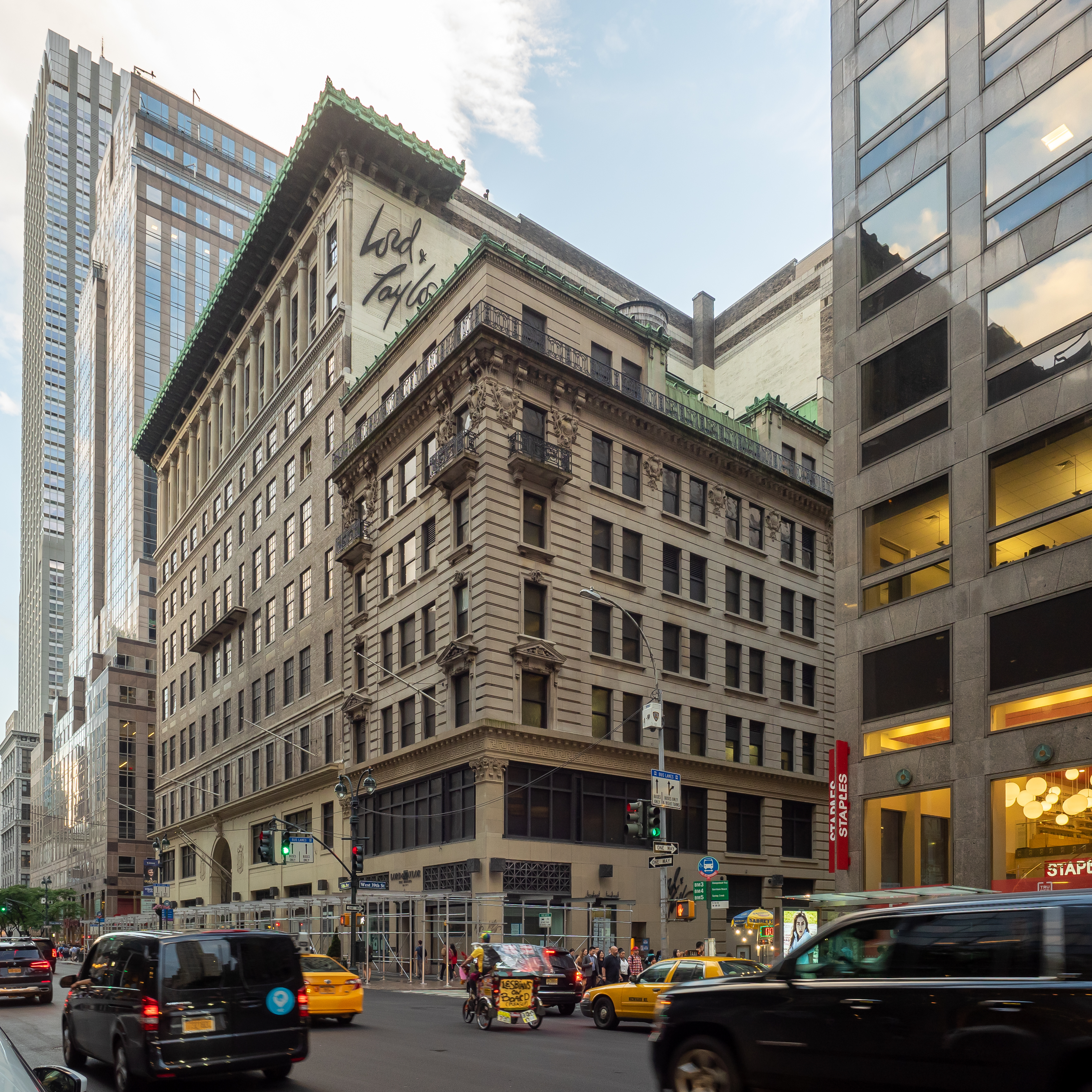
ロード・アンド・テイラー（ニューヨーク）
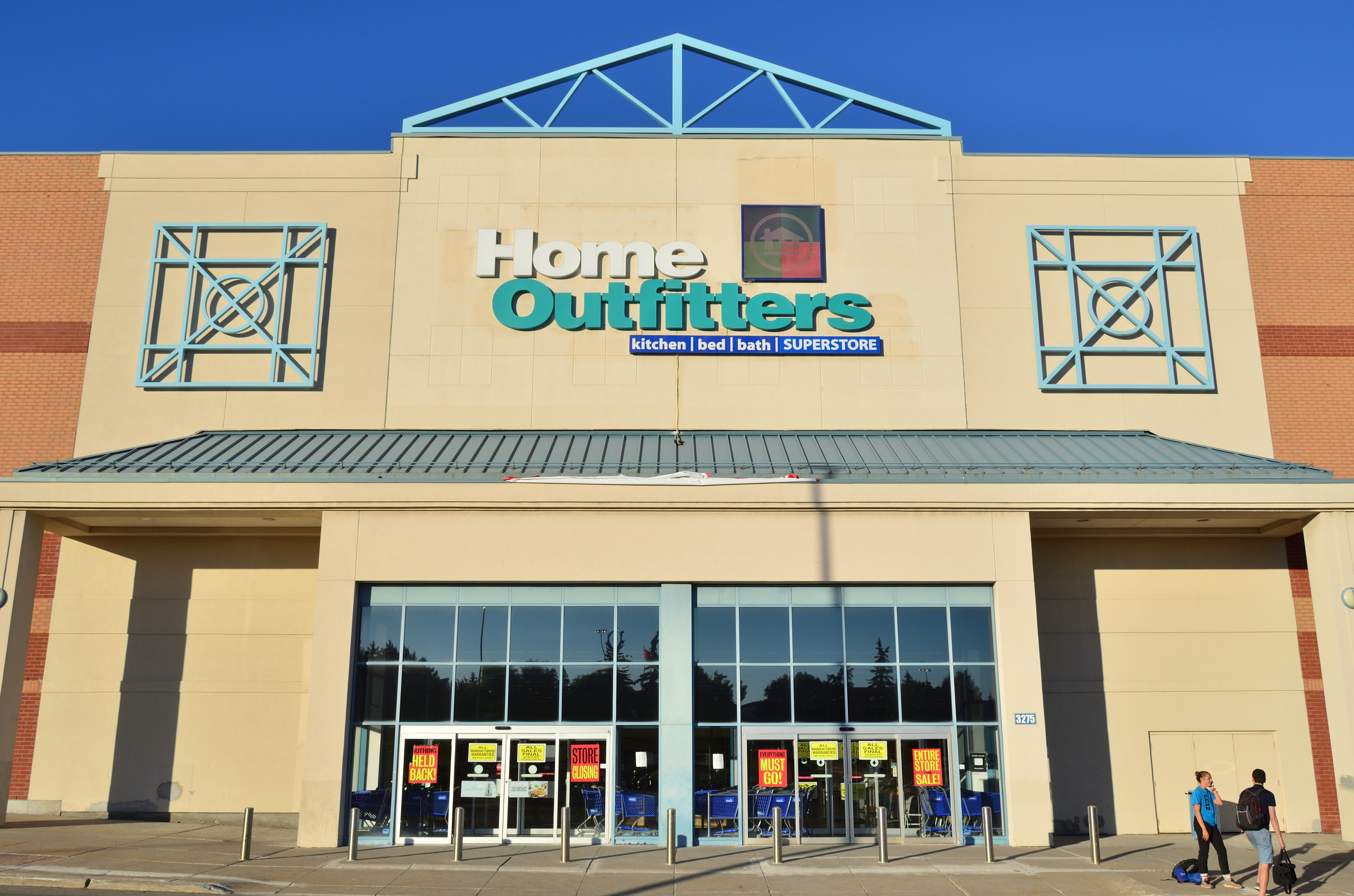
ホーム・アウトフィッターズ（オンタリオ州マーカム）
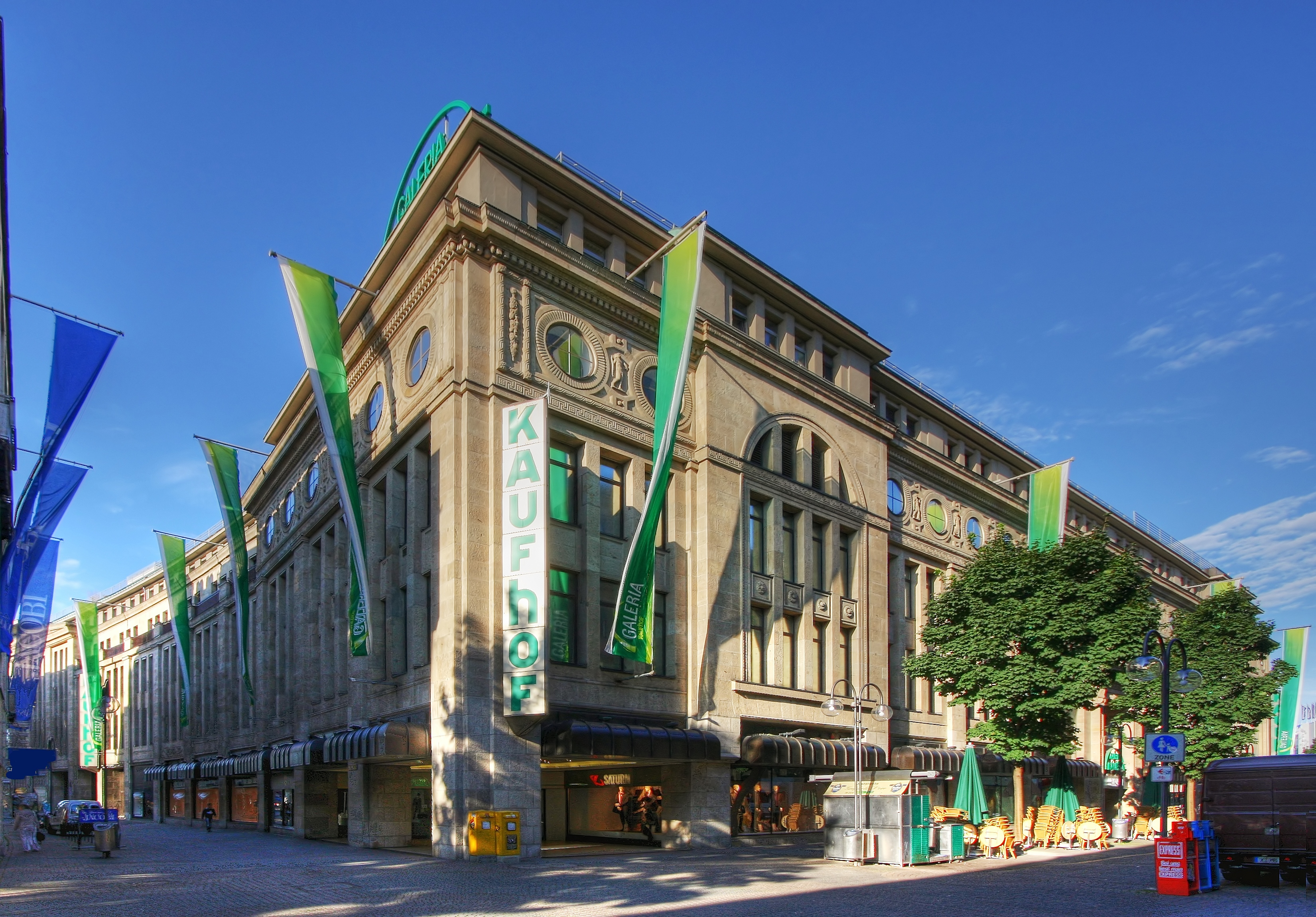
ガレリア・カウフホーフ（ドイツ・ケルン）

## 史料
1670年の会社設立以来HBCに伝わる文書などの史料は、1974年まではロンドンのHBC本社で保管されていたが、同年にマニトバ州ウィニペグのマニトバ州公文書館に移され、翌1975年から一般に公開されるようになった。1994年1月、これらの史料はマニトバ州に正式に寄贈され、2007年にはユネスコが選定する「世界の記憶」に登録された。保存されている史料は、文書、写真やイラスト、地図・図面、映像や音声など様々な媒体にわたる。